# Кавањано (Л'Аквила)
Кавањано (итал. Cavagnano) је насеље у Италији у округу Л'Аквила, региону Абруцо.
Према процени из 2011. у насељу је живело 30 становника. Насеље се налази на надморској висини од 872 м.